# Sestiere

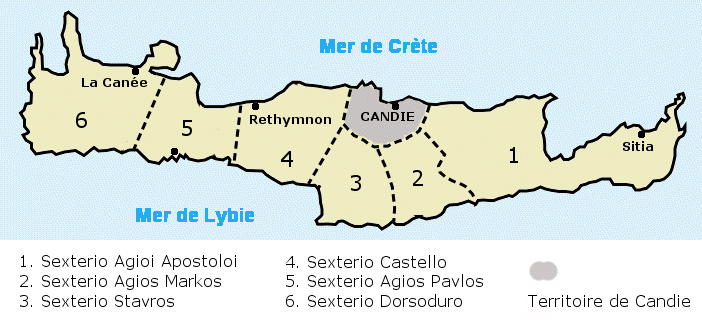
La divisió en sestieri de la Creta veneciana, durant el Ducat de Càndia.

El sestiere (sestieri, en plural) era antigament la sisena part de la ciutat, o una de les sis fraccions o districtes en què es podia dividir una ciutat. Aquestes subdivisions es troben a diverses ciutats: a la zona de la llacuna veneciana es divideixen en sestieri Venècia, Burano i Pellestrina; a la Ligúria, Gènova, Rapallo, Lavagna i Ventimiglia; al centre d'Itàlia Ascoli Piceno, Teramo i Sulmona. En l'antiguitat, Florència i Milà també estaven dividides en sestieri.
Els districtes de Creta durant el Ducat de Càndia eren, en canvi, una divisió territorial de tota l'illa. De la mateixa manera, el senyoriu de Negrepont, o l'illa d'Eubea, es van dividir en sestieri.